# Kvarnby, Sjundeå
Kvarnby (finska: Myllykylä) är en by i Sjundeå i landskapet Nyland i södra Finland. I byn ligger bland annat Kvarnby gård och en stor kvarn vid forsen Skogsfors. Vattnet i forsen kommer från närliggande Björnträsk. Man har tidigare skrivit Kvarnbys namn Qvarnby.

## Historia
Första gången omnämndes Kvarnby i skriftliga källor år 1529. En bonde, Jöns i Kvarnby, hade klagat för Gustav Vasa om Erik Fleming på Svidja. Senare köpte Fleming hela Kvarnby. Då fanns det tre hemman i byn: Mangård, Simola och Mellangård.

### Svidja bruk
I början av 1500-talet hade Erik Fleming börjat att bryta malm i Ojamo i Lojo. Järnmalm raffinerades i Sjundeå i Svidja bruk (även kallat Nyby bruk) som hade verksamhetsställena i olika byar i Sjundeå. Enligt doktor Tekla Hultin har det funnits en städstock och stångjärnshammare i Kvarnby. Delar av bruket har hittats från Tupala by och Tupala-Nyby by.